# The Princess Diaries 2: Royal Engagement
The Princess Diaries 2: Royal Engagement es la secuela de 2004 de The Princess Diaries (2001) dirigida por Garry Marshall.

## Argumento
Mia ha de asumir el hecho de que algún día será reina de Genovia y prepararse para ello. No obstante, ese paso ha de darlo más pronto de lo que esperaba. Además, tiene que pasar por muchas cosas divertidas y grandes obstáculos que cambiaran su vida para siempre. Pero, hay un problema: las princesas de Genovia deben contraer matrimonio antes de poder ser reinas y, al parecer, Mia aún no está preparada para este gran paso y le cuesta encontrar el amor verdadero.

## Reparto
- Julie Andrews: Reina Clarisse Renaldi
- Anne Hathaway: Amelia "Mia" Mignonette Thermopholis Renaldi
- Chris Pine: Lord Nicholas Deveraux
- Héctor Elizondo: Joe
- John Rhys-Davies: Vizconde Mabrey
- Heather Matarazzo: Lilly Moscobitz
- Callum Blue: Andrew Jacoby
- Kathleen Marshall: Charlotte Kutaway
- Caroline Goodall: Helen Thermopolis
- Tom Poston: Señor Palimore
- Paul Williams: Señor Harmony
- Raven-Symoné: Princesa Asana
- Larry Miller: Paolo
- Greg Lewis: Baron Siegfried von Traken
- Bonnie Aarons: Baronesa Joy de von Traken
- Shea Curry: La Dama Brigitte
- Anna A. White: La Dama Brigitta
- Cassie Rowell: La Dama Olivia
- Jennifer Jackson: La Dama Priscilla
- Abigail Breslin: Carolina (niña del orfanato)

## Posible secuela
En marzo de 2016, Garry Marshall anunció planes para una tercera película de The Princess Diaries, con Hathaway retomando su papel. Cuando Marshall murió en julio de 2016, el proyecto se había archivado indefinidamente. En agosto del mismo año, Héctor Elizondo habló sobre el desarrollo de la tercera entrega y dijo: «Sé que a Anne le gustaría hacerlo. Sé que a Julie le gustaría hacerlo. Me gustaría hacerlo. Así que estamos a bordo, es una cuestión de cuándo y una cuestión de conseguir una buena historia. ¡Estoy lista! ¡Es hora de volver a Genovia!».
En mayo de 2018, Anne Hathaway declaró que todavía le gustaría aparecer en una tercera película de Princess Diaries. Para enero de 2019, se confirmó que se completó un guion y que ella y Andrews están actualmente a bordo para coprotagonizar la película y que la productora Debra Martin Chase regresará. Además, afirmó que la película no entrará en producción hasta que «sea perfecta».
En 2022, de acuerdo a The Hollywood Reporter, Disney ya se encuentra trabajando en la secuela.
En septiembre de 2024, Disney anunció oficialmente la producción de la tercera parte de la trilogía.

## Premios y nominaciones
- La banda sonora de John Debney ganó un premio ASCAP.
- Hector Elizondo estuvo nominado en los premios Imagen Foundation como Mejor actor de reparto.
- El guion de Shonda Rhimes estuvo nominado en los premios Black Reel como Mejor guion adaptado.